# Arianna Fontana
Arianna Fontana (n. 14 aprilie 1990, Sondrio, Lombardia, Italia) este o sportivă ce a reprezentat Italia, medaliată olimpică. A participat la 5 ediții ale Jocurilor Olimpice (2006, 2010, 2014, 2018, 2022) în care a câștigat două medalii de aur, două medalii de argint și 5 medalii de bronz.